# Emiratul Ajman
Ajman sau Ujman (în arabă إمارة عجمانّ Imārat al-ʿAǧmān) este unul din cele șapte emirate care formează Emiratele Arabe Unite. Cu o suprafață de doar 260 km2, Ajman este cel mai mic stat al Emiratelor Arabe Unite. Reședința sa este orașul Ajman, după care este denumit. 
Emiratul Ajman se învecinează la nord, sud și est cu Emiratul Sharjah. Are o populație de circa 240.000 de locuitori.
Emiratul Ajman, denumit și Ujman, este situat de-a lungul Golfului Persic, acesta se învecinează la sud cu emiratul Sharjah și la nord cu emiratul Ummal-Quwain. În subordonarea emiratului se află orașele Masfut și Manama, acestea au o mare importanță în agricultură. Orașul Ajman deține 95% din populația totală a emiratului. În anul 1980 populația era de aproximativ 36.100 de locuitori, dar a crescut considerabil în ultimii ani datorită unui flux mare de oameni care au venit din emiratele vecine. Liderul acestui emirat este Humaid bin Rashid Al Nuaimi.